# Особняк М. Г. Понизовского
Особняк М. Г. Понизовского — здание, возведённое в 1903—1904 годах архитектором Львом Николаевичем Кекушевым для Московского торгово-строительного общества Якова Рекка на углу Поварской улицы и Скатертного переулка Москвы, впоследствии выкупленное купцом 1-й гильдии Матвеем Григорьевичем Понизовским. Является объектом культурного наследия регионального значения. С 1922 года в здании размещается посольство Афганистана в России.

## История
До начала XIX века участок на Поварской улицы между Скатертным и Скарятинским переулками принадлежал тайному советнику Даниле Григорьевичу Волчкову. Здесь располагалась его деревянная усадьба, представлявшая собой классическую композицию из главного дома в центре и двух флигелей по сторонам, выходивших торцами на главный фасад. В 1886 году в глубине двора был выстроен доходный трёхэтажный дом, предназначенный для сдачи квартир внаём; к 1900 году сдавались уже все строения бывшей усадьбы.
На рубеже XIX и XX веков банкир и предприниматель Яков Андреевич Рекк основал один из крупнейших домостроительных комбинатов того времени — Московское торгово-строительное акционерное общество. Предприятие скупало участки в центре Москвы со старыми постройками и пустырями и возводило на них особняки в стиле модерн для последующей продажи. 
В 1902 году земля, на котором располагалась уже обветшавшая усадьба Волчкова, была выкуплена Обществом под снос. Год спустя на её месте по проектам главного архитектора предприятия Льва Николаевича Кекушева были выстроены два особняка в стиле модерн с отделкой «под ключ». В 1904 году, когда общестроительные работы были практически закончены, участок разделили на два владения: одно из них в 1909 году было выкуплено купцом Иваном Александровичем Миндовским, второе же приобрёл другой предприниматель — Матвей Григорьевич Понизовский.
Понизовский приобрёл особняк в 1908 году, когда модерн уже начал выходить из моды, и в ближайшие 5 лет перестроил его в неоклассическом стиле под руководством архитектора Василия Ивановича Мотылёва. Кроме того, желая повысить доходность дома, владелец из двенадцати просторных залов сделал в общей сложности 26 отдельных комнат. После революции 1917 года Матвей Григорьевич с семьёй иммигрировал во Францию, а его дом, национализированный советской властью, вместе с меблировкой, картинами известных художников и даже личными вещами Наполеона, который в короткий период пребывал в здании по достоверным источникам военных архивов во время войны 1812 года. В 1922 году дом был передан посольству Афганистана.
В соответствии с Распоряжением Правительства Москвы № 1556-РП от 15 июля 2009 года «О принятии под государственную охрану выявленных объектов культурного наследия» городская усадьба М. Г. Понизовского, включающая особняк со службами и ограду, была принята под государственную охрану как объект культурного наследия регионального значения.

## Архитектура
Первоначальный облик особняка выделялся оригинальностью и считался одной из наиболее заметных построек Москвы в стиле модерн. Дом имел ряд новаторских черт, среди которых, прежде всего, объёмно-пространственная композиция, образующая вдоль Скатертного переулка четыре «зубчатых» фасадных выступа. Если смотреть на здание с угла, то до сих пор можно увидеть особенность авторского замысла — сооружение как бы составлено из подобных объёмов, которые уступами поднимаются к угловому блоку-«башне», до перестройки 1910-х годов венчавшегося четырёхгранным куполом, и тем самым образуют ступенчатую пирамиду.
Главный вход в особняк со стороны улицы Поварской был облицован грубо обработанным серым гранитом. Огромные оконные витражи второго этажа с балконами имели простые плоские обрамления, но были очень тщательно проработаны в глубину, напоминая древнерусские порталы, привлекая также внимание и тонким рисунком рам.
После приобретения усадьбы Понизовским в 1910 году новый хозяин перестроил дом, убрал с фасада и крыши экстравагантные для того времени элементы модерна, в том числе купол, в результате чего дом стал похож на неоклассический особняк.